# Agony
Agony war eine schwedische Thrash-Metal-Band aus Solna, die im Jahr 1984 unter dem Namen Agoni gegründet wurde und sich nach 1988 wieder auflöste.

## Geschichte
Die Band wurde im August 1984 unter dem Namen Agoni gegründet. Kurze Zeit später kamen Schlagzeuger Tommy Moberg und Gitarrist Magnus Sjölin zur Besetzung. Es folgte eine Tour durch Großbritannien im Juni und Juli 1986 mit der schwedischen Hardcore-Punk-Band Anti Cimex. Im März zuvor hatte die Band ihr erstes Demo The Future Is Ours veröffentlicht, der sich im August das zweite Demi Execution of Mankind anschloss, wobei die Band sich nun Agony nannte. Im Jahr 1987 erreichte die Band einen Vertrag bei Music for Nations.
Im Jahr 1988 erschien ihr erstes und einziges Album The First Defiance. Das Album erschien in Nordamerika bei Combat Records. Auf dem Album waren zwei Gitarristen zu hören. Gitarrist Pelle Ström wurde jedoch noch vor Weihnachten 1987 aus der Band geworfen. Er spielte später bei Bands wie The Krixhjälteers (später Omitron) und Comecon. Nach der Veröffentlichung des Albums löste sich die Band auf.

## Stil
Die Band spielte schnellen Thrash Metal, wobei der Gesang meist tieferes, für den Thrash Metal typisches Screaming umfasst.

## Diskografie
als Agoni
- The Future Is Ours (Demo, 1985, Eigenveröffentlichung)

als Agony
- Execution of Mankind (Demo, 1986, Eigenveröffentlichung)
- The Future Is Ours (Demo, 1986, Eigenveröffentlichung)
- MFN (Demo, 1986, Eigenveröffentlichung)
- The First Defiance (Album, 1988, Under One Flag/Combat Records)[3]